# Powell River
Powell River é uma cidade localizada no sudoeste da Colúmbia Britânica, no Canadá. A população da cidade é de 13157 habitantes e a área é de 28.91 quilômetros quadrados.